# Grup Canal '77
Grup Canal '77 a fost un grup de protest împotriva nerespectării Drepturilor omului în România Socialistă. Grupul a fost alcătuit din Dan Iosif Niță, Radu Negrescu-Suțu, Raymond Păunescu, Nicolae Windisch și Ion Marinescu, cu toții din București, care au fost judecați și condamnați de către autoritățile comuniste în vara anului 1977 pentru parazitism social.

## Preambul
La 12 iunie 1976 Gabriela Niță, născută Bejenaru, soția lui Dan Iosif Niță, a plecat într-o delegație a Institutului de Meteorologie și Hidrologie la Teheran, Iran, iar la sfârșitul lunii iulie refuză să se mai întoarcă în țară și se prezintă la ambasada Statelor Unite ale Americii, însărcinată în luna a patra, spunând că dorește să-și nască fiul în libertate pe teritoriul Statelor Unite. Ambasada i-a facilitat să ajungă la Viena, unde a fost ajutată de  Fundația ortodoxă Tolstoi să ajungă în Statele Unite la 28 septembrie 1976. La 24 noiembrie 1976 dă naștere în Berea, Ohio unui băiețel, Daniel Alexandru Niță.
Încă de pe vremea când soția sa se afla la Viena, Dan Iosif Niță, recepționer la Hotelul Parc din București, face o cerere de plecare din România, în care declară că donează statului român apartamentul lor proprietate personală pentru a i se facilita reunirea cu familia prin aprobarea cererii cât mai rapid cu putință. Cererea îi este refuzată și i se sugerează, pentru reîntregirea familiei, să-i solicite soției să se întoarcă în țară. În urma refuzului inițial al autorităților, urmează toate căile legale, culminând și cu o scrisoare adresată președintelui Nicolae Ceaușescu, datată la 31 mai 1977, înregistrată sub nr. 54.814.
Neavând niciun succes pe cale legală în țară, hotărește, împreună cu alți patru colegi, Radu Negrescu-Suțu, Raymond Păunescu, Nicolae Windisch, toți recepționeri, și muncitorul Ion Marinescu, să se adreseze comunității internaționale.

## Scrisoarea de protest
Inspirați de scrisoarea trimisă de către Paul Goma postului de radio Europa Liberă, în anul 1977, cei cinci întocmesc o scrisoare de protest împotriva nerespectării drepturilor omului în România ceaușistă, pe care o înaintează Conferinței pentru securitate și cooperare în Europa de la Belgrad, Președintelui Jimmy Carter și Congresului Statelor Unite ale Americii, Comitetului Internațional pentru Drepturilor Omului a Organizației Națiunilor Unite și opiniei publice internaționale. Scrisoarea, datată la 26 mai 1977, a fost scrisă în șase puncte și solicita următoarele :
1. verificarea modului în care cele specificate în Actul Final de la Helsinki, în special punctul 7 (respectarea drepturilor omului și a libertăților fundamentale), este aplicat și respectat în România;
2. examinarea modului în care sunt respectate în România prevederile Cartei Organizației Națiunilor Unite, în special aplicarea articolului 55, care prevede la punctul c: respectarea universală și efectivă a drepturilor omului și libertăților fundamentale pentru toți, fără deosebire de rasă, sex, limbă sau religie;
3. conducerea României să respecte Declarația Universală a Drepturilor Omului, și anume articolul 13, paragraful 2, prin care orice persoană are dreptul de a părăsi orice țară, inclusiv a sa, și de a reveni în țara sa;
4. respectarea Constituției Republicii Socialiste România, în special, a articolelor 3, 17 și 38, care garantau dreptul la opinie, libertăți egale și obligația de a respecta Constituția și legile țării;
5. Președintele Jimmy Carter și Congresul Statelor Unite ale Americii să verifice cum se respectă în România dreptul la liberă circulație, obligație necesară pentru obținerea clauzei națiunii celei mai favorizate;
6. Comisia Drepturilor Omului a Organizației Națiunilor Unite să verifice cum sunt interpretate și respectate drepturile omului de către guvernul român.[3]

În încheierea scrisorii, semnatarii precizează că intenția gestului lor nu este de a tulbura atmosfera politică în România, nici de a submina regimul socialist sau de a slăbi în orice fel unitatea națională și suveranitatea statului român, ci solicită doar respectarea Constituției și a acordurilor internaționale pe care statul român le-a semnat și s-a obligat să le respecte.
Scrisoarea, semnată de Ion Marinescu (30 de ani), Iosif Niță (26 de ani), Radu Negrescu-Suțu (27 de ani), Raymond Păunescu (26 de ani), Nicolae Windisch (28 de ani), fiecare prezentând și adresa, și de către inginerul Vasile Constantinescu (33 de ani) și tehnicianul proiectant Dragoș Neamțu (21 de ani), a fost predată ambasadei americane din București și a fost publicată la 22 iunie 1977 în revista elvețiană Die Weltwoche Conținutul scrisorii este, de asemenea, difuzat pe postul radioului Europa Liberă la 30 iunie 1977.

## Urmări
În urma difuzării scrisorii la Radio Europa Liberă, la 1 iulie 1977 Iosif Niță, Radu Negrescu-Suțu, Raymond Păunescu, Nicolae Windisch și Ion Marinescu sunt arestați de către Securitate și timp de cinci zile au fost bătuți și interogați câte 10 ore pe zi, apoi sub acuzația de parazitism social, deși erau cu toții încadrați în muncă, sunt preluați de brigada de parazitism social a Miliției București și au fost duși la tribunal și condamnați în baza legii nr. 25 din 1976 la prestarea unui an de muncă la Canalul Dunăre-Marea Neagră. Sentința nr. 3682 pronunțată la 5 iulie 1977 a fost dată de judecătorul Liviu Giurgiu  și procurorul Victor Zeicescu.
După procesul care a durat doar 15 minute și fără un avocat, cei cinci contestatari au fost duși la o colonie de muncă la Medgidia, Cernavodă și Basarabi, pe traseul noului canal. La 6 iulie 1977 li s-au alăturat în colonie și Vasile Constantinescu și Dragoș Neamțu. Împreună, cei șapte redacteză un memoriu în care descriu hotărârile și chinurile la care au fost supuși și demască rețeaua de colonii de muncă de la Canal, pe care o denumesc Gulagul Românesc. Grupul a fost anchetat și bătut de Maiorul Cârnaru, col. Stanciu, col. Matei, col. Chiriac, col. Salamanian, col. procuror Bârcă, col. Rădulescu din București și col. Maxim din Medgidia. Memoriul a fost adresat senatorului Henry Jackson și organizației Amnesty International și a fost publicat la 21 august 1977 în The Observer. În același articol din The Observer cei șapte anunțau că vor intra în greva foamei la 1 septembrie 1977, oriunde s-ar afla la acea dată, dacă nu li se aprobă cererile de emigrare.
În afara acestui memoriu colectiv, contestatarii au trimis scrisori individuale adresate atât lui Ceaușescu, cât și opiniei publice internaționale. În scrisoarea sa către Nicolae Ceaușescu, datată la 7 august 1977, Dragoș Neamțu spunea: Bazându-mă pe rezultatele Conferinței de la Helsinki, și pe legile enunțate de Carta Națiunilor Unite, legi ratificate de d-stră înșivă privind libera emigrare, am informat autoritățile în drept de intenția mea de a părăsi România. Văzând că nu primesc nici un rezultat am scis postului de radio Europa Liberă, pentru a arăta și dovedi autorităților române hotărârea pe care am luat-o, considerându-mă semnatar al scrisorii lui Paul Goma. Hotărârea mea de a emigra am luat-o și o voi menține cu orice  sacrificii.
Într-o scrisoare însoțită de sentința de condamnare, memoriu pentru recurs extraordinar, copii după cartea de muncă, care dovedeau ilegalitatea trimiterii sale la Canal, Radu Negrescu solicita Europei Libere să se difuzeze situația noastră actuală din care nu întrezărim vreo scăpare în viitorul apropiat, ci din contră, ne așteptăm la represalii înăsprite. Încercăm în zadar să luăm legătura cu D-l Paul Goma și suntem informați de același lucru din partea sa.
Neacceptând sentința condamnării și refuzând să muncească pe șantier, cei șapte au evadat și au anunțat că vor face o grevă a foamei la București, în fața Hotelului Intercontinental, la data de 23 august 1977, dar au renunțat deoarece zona Hotelului Intercontinental a fost încercuită și înțesată de militari, polițiști și forțe ale Securității.
La 1 septembrie 1977 s-au baricadat în apartamentul lui Radu Negrescu-Suțu, unde au declarat greva foamei la ora 1 noaptea. Actul de protest a fost anunțat telefonic doamnei Gabriela Niță, din Los Angeles, care a informat Europa Liberă, iar acțiunea lor a fost anunțată la radio Europa Liberă la ora 10 în data de 2 septembrie. La câteva ore după acest anunț, blocul în care se afla apartamentul lui Radu Negrescu-Suțu a fost înconjurat de forțele de securitate, iar protestatarii au fost arestați din nou. În momentul arestării, în apartament se afla și soția lui Radu Negrescu-Suțu, Manuela, care a fost și ea arestată pentru câteva zile la sediul securității din Calea Plevnei (Închisoarea Malmaison). După arestare ceilalți au fost bătuți, dezbrăcați, încătușați și coborâți în fața blocului unde au mai fost puțin torturați pentru a se face o demonstrație în fața mulțimii (maior Cârnaru). Au fost duși cu două dube la Medgidia, însoțiți de colonelul de securitate Maxim. Au fost bătuți cu regularitate pentru că au mai continuat 5 zile greva foamei, iar torturile au continuat și după aceea. În noiembrie 1977, în urma presiunilor exercitate asupra lui Ceaușescu de către președintele SUA de atunci, Jimmy Carter, și organizația Amnesty International, procesul a fost rejudecat și acuzații achitați. Li s-au dat pașapoarte de turism și au fost urcați într-un tren spre Viena, cu excepția lui Dan Iosif  Niță care a fost reținut și anchetat până în 1978, după care a fost lăsat să plece în S.U.A..

## Galerie foto

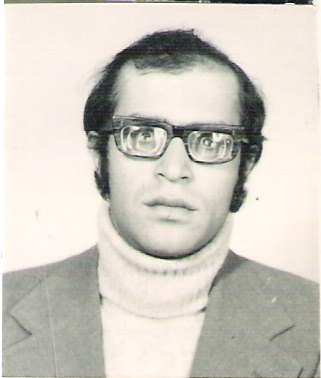
Dan Iosif Niță
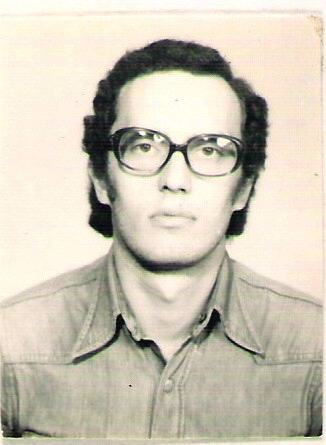
Radu Negrescu-Suțu
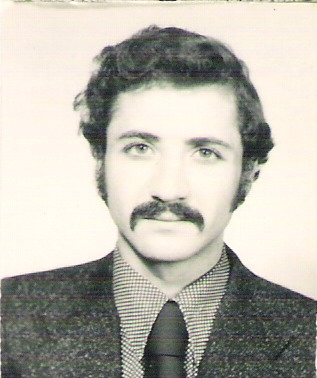
Raymond Păunescu
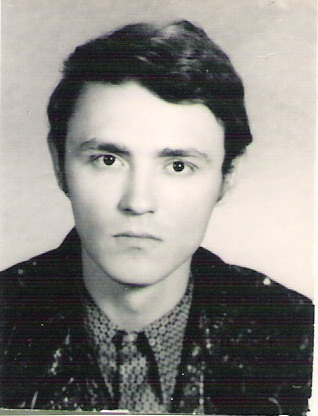
Nicolae Windisch
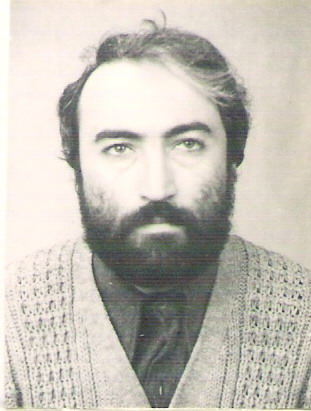
Ioan Marinescu